# Novendiale
Novendiale je devetodnevno razdoblje žalosti koje slijedi nakon papine smrti.
U tom razdoblju, počevši od svečanog sprovoda, o čijem datumu odlučuje Zbor kardinala, održavaju se posebna slavlja u bazilici svetog Petra u Vatikanu.
Ta su slavlja svaki dan povjerena drugoj skupini, ovisno o njihovim vezama s Vatikanom. Na primjer, slavlje devetnica nakon sprovoda pape Ivana Pavla II. povjereno je različitim kardinalima da zastupaju različite zajednice vjernika koje čine Crkvu.
Kod starih Rimljana to je bilo razdoblje žalosti koje je trajalo devet dana nakon smrti osobe. Devetog dana održana je coena novendialis i prinošene su razne žrtve.